# 道の駅ラステンほらど
道の駅ラステンほらど（みちのえき ラステンほらど）は、岐阜県関市洞戸菅谷にある国道256号の道の駅である。

## 概要
1994年（平成6年）6月1日に当時の洞戸村が施設をオープンし、その後1995年（平成7年）3月21日に洞戸物産館がオープンした。
駅名となっている「ラステン」とは、ドイツ語で休憩を意味する。地域の特産物キウイフルーツをモチーフにしたモニュメントが目印となっている。
関市内にある道の駅むげ川とともに改修工事を実施。2022年（令和4年）3月1日から「洞戸物産館」の改修工事のためトイレなどを除き休館となった。道の駅むげ川と同じく2023年（令和5年）2月25日に竣工式とプレオープンが行われた後、道の駅ラステンほらどは同年3月1日にリニューアルオープンした。
道の駅ラステンほらど（洞戸物産館）は改装工事によりテラス席などを増設し、建築面積206.24m2、延床面積198.09m2となった。

## 施設
- 駐車場
  - 普通車：54台[4]
  - 大型車：10台[4]
  - 身障者用：4台[4]
- トイレ（いずれも24時間利用可能）
  - 男性：大 3器、小 6器
  - 女性：8器
  - 身障者用：1器
- 情報提供館[2]
- 物産館[7]（営業時間：午前8時-午後5時、休館日：12月30日-1月4日）[3]

### 管理団体
- 設置者：関市
- 指定管理者：株式会社ラステンほらど[7]

## 休館日
- 年末年始

## アクセス
- 国道256号 - 登録路線

## 周辺
- 関市役所洞戸庁舎（関市洞戸事務所）
- 関市立洞戸小学校
- 洞戸キャンピングセンター
- 板取川
- 保福寺